# Arbuzowka (obwód rostowski)
Arbuzowka (ros. Арбузовка) – chutor w Rosji, w obwodzie rostowskim, w rejonie czertkowskim. W 2010 liczył 131 mieszkańców.